# Jens Adolf Jerichau

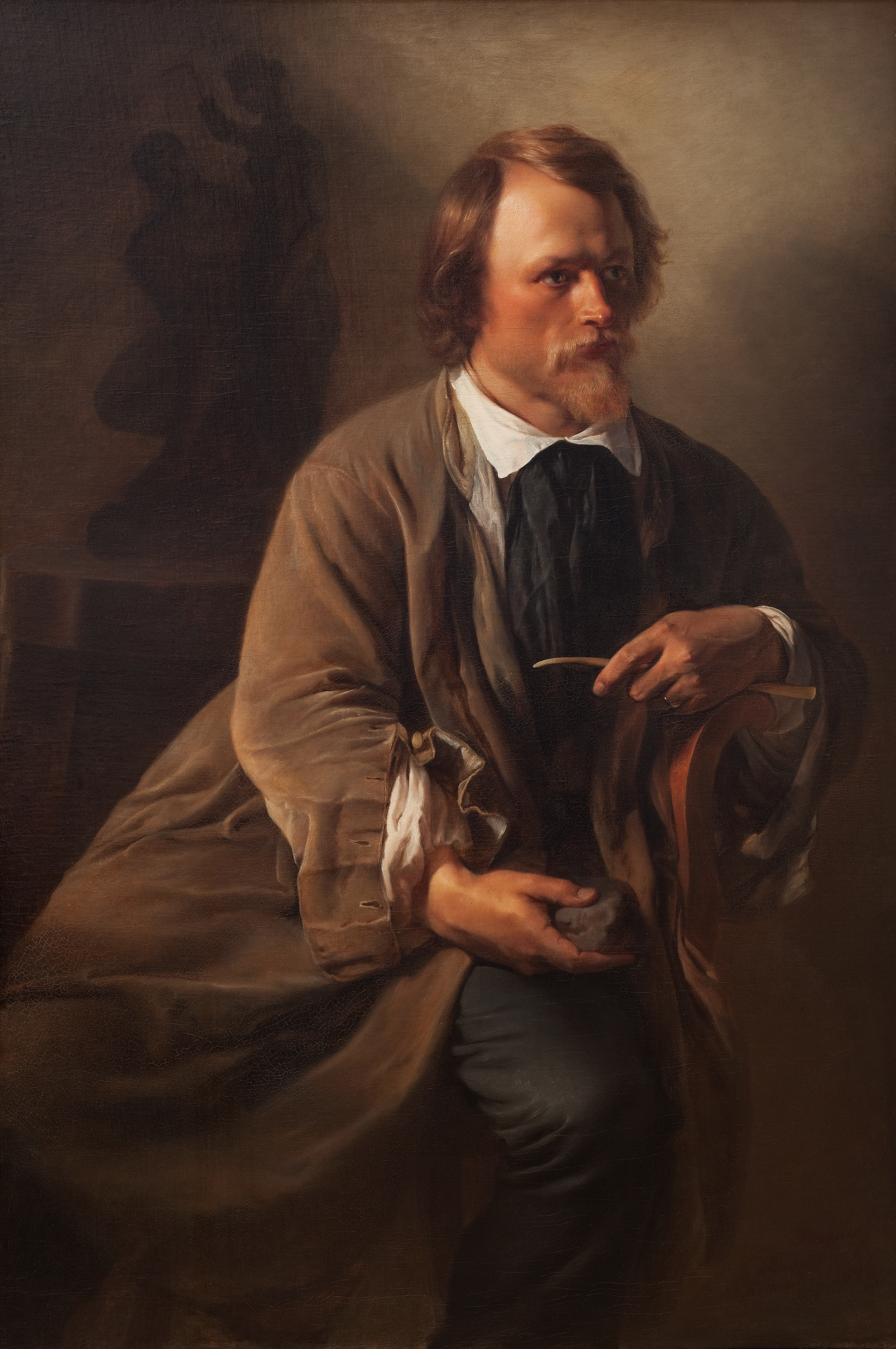
Jens Adolf Jerichau, 1846 gemalt von seiner Frau Elisabeth Jerichau-Baumann

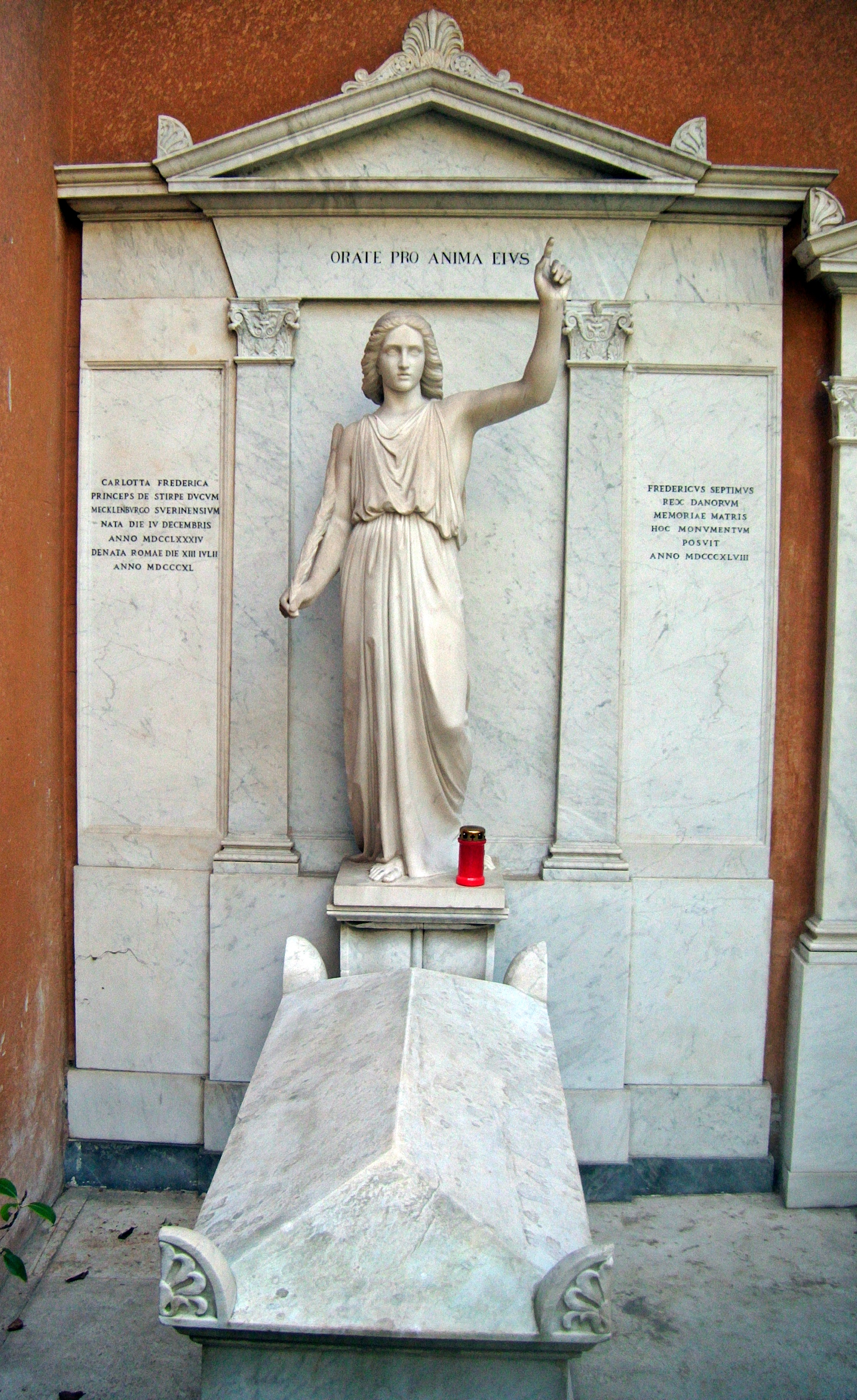
Engel auf dem Grab der Charlotte Friederike von Mecklenburg-Schwerin (1784–1840), Campo Santo Teutonico, Rom

Jens Adolf Jerichau (* 7. April 1816 in Assens; † 25. Juli 1883) war ein dänischer Bildhauer.
Jens Adolf Jerichau erhielt seine künstlerische Ausbildung erst auf der Akademie in Kopenhagen und war seit 1838 in Rom. Dort wurde er stark durch Bertel Thorvaldsen geprägt.
Jerichau begründete seinen Ruf durch ein Relief zu einem Fries im königlichen Schloss in Christiansborg bei Kopenhagen, das die Hochzeit Alexanders des Großen mit Roxane darstellt.
Seine Kolossalgruppe: Herkules und Hebe sowie eine in Marmor gearbeitete Penelope sind in streng antikem Geist gehalten. Zudem schuf er eine Gruppe, welche einen von einem Panther angefallenen Jäger darstellt sowie badende Mädchen.
Infolge eines von der Prinzessin von Preußen ausgesetzten Preises lieferte er eine in Marmor ausgeführte Darstellung der Auferstehung Christi. Er starb am 25. Juli 1883. Sein Grab in Kopenhagen ziert eine bronzene Kopie des Friedensengels, den er für das Grab von Charlotte Friederike von Mecklenburg-Schwerin auf dem römischen Campo Santo Teutonico gefertigt hatte.
Seine Frau, Elisabeth Jerichau-Baumann, war eine Malerin und Sohn Harald war Maler.